# Villiers-le-Duc
Villiers-le-Duc és un municipi francès, situat al departament de la Costa d'Or i a la regió de Borgonya - Franc Comtat. L'any 2007 tenia 118 habitants.

## Demografia

### Població
El 2007 la població de fet de Villiers-le-Duc era de 118 persones. Hi havia 52 famílies, de les quals 19 eren unipersonals (5 homes vivint sols i 14 dones vivint soles), 14 parelles sense fills, 14 parelles amb fills i 5 famílies monoparentals amb fills.
La població ha evolucionat segons el següent gràfic:
Habitants censats

### Habitatges
El 2007 hi havia 68 habitatges, 51 eren l'habitatge principal de la família, 10 eren segones residències i 6 estaven desocupats. 67 eren cases i 1 era un apartament. Dels 51 habitatges principals, 41 estaven ocupats pels seus propietaris, 6 estaven llogats i ocupats pels llogaters i 5 estaven cedits a títol gratuït; 2 tenien tres cambres, 18 en tenien quatre i 31 en tenien cinc o més. 30 habitatges disposaven pel capbaix d'una plaça de pàrquing. A 26 habitatges hi havia un automòbil i a 17 n'hi havia dos o més.

### Piràmide de població
La piràmide de població per edats i sexe el 2009 era:
| Homes | Edats   | Dones |
| ----- | ------- | ----- |
| 0     | 95 o +  | 0     |
| 0     | 90 a 94 | 0     |
| 0     | 85 a 89 | 0     |
| 0     | 80 a 84 | 0     |
| 0     | 75 a 79 | 4     |
| 0     | 70 a 74 | 0     |
| 4     | 65 a 69 | 8     |
| 0     | 60 a 64 | 4     |
| 8     | 55 a 59 | 0     |
| 0     | 50 a 54 | 4     |
| 8     | 45 a 49 | 0     |
| 8     | 40 a 44 | 12    |
| 0     | 35 a 39 | 8     |
| 4     | 30 a 34 | 4     |
| 4     | 25 a 29 | 4     |
| 8     | 20 a 24 | 8     |
| 4     | 15 a 19 | 4     |
| 0     | 10 a 14 | 4     |
| 8     | 5 a 9   | 4     |
| 4     | 0 a 4   | 0     |

## Economia
El 2007 la població en edat de treballar era de 88 persones, 61 eren actives i 27 eren inactives. De les 61 persones actives 56 estaven ocupades (30 homes i 26 dones) i 4 estaven aturades (2 homes i 2 dones). De les 27 persones inactives 9 estaven jubilades, 15 estaven estudiant i 3 estaven classificades com a «altres inactius».
Activitats econòmiques
Dels 4 establiments que hi havia el 2007, 1 era d'una empresa extractiva, 1 d'una empresa de construcció, 1 d'una empresa d'hostatgeria i restauració i 1 d'una empresa de serveis.
Dels 2 establiments de servei als particulars que hi havia el 2009, 1 era un guixaire pintor i 1 restaurant.

## Poblacions més properes
El següent diagrama mostra les poblacions més properes.